# Mais Forte que o Mundo
Mais Forte que o Mundo é um filme de drama brasileiro, uma obra biográfica sobre a vida do lutador de MMA José Aldo. O longa foi produzido por Black Maria e Globo Filmes, dirigido e escrito por Afonso Poyart. A ideia do filme veio ser concebida durante pesquisas na internet feitas por Poyart, após uma ligação do diretor de expansão e acionista da Paris Filmes que propôs um projeto de um longa-metragem envolvendo MMA. Em 2011, a produtora de Poyart, Black Maria, já estava comandando o desenvolvimento do filme que teve altos pontos de paralisação devido problemas que vai da escolha de elenco à ausência do próprio diretor para compromissos no cinema de Hollywood.
José Loreto interpreta o protagonista, o lutador José Aldo, tendo ainda no elenco Cleo, Paloma Bernardi, Milhem Cortaz, Jackson Antunes e Claudia Ohana. O filme foi transformado em uma minissérie de quatro capítulos exibido pela Rede Globo em janeiro de 2017 com o titulo Aldo — Mais Forte que o Mundo. Em 2018, a série vai disputar o Emmy Internacional na categoria melhor Telefilme/Mini series.

## Enredo
O filme conta a história de José Aldo, um rapaz de família pobre e marcada pela violência doméstica. A primeira fase, passada em Manaus, mostra a juventude com seus amigos Guimba e Fernandinho, seu romance com Luiza, a relação complicada e abusiva com seus pais e a descoberta para sua vocação no MMA. Após uma mudança para o Rio de Janeiro, Aldo desenvolve sua carreira no esporte com a ajuda do treinador Dedé. Para vencer os oponentes no octógono, porém, ele terá antes que acertar suas contas com o passado e superar velhos traumas.

## Elenco
- José Loreto como José Aldo[3]
- Cleo como Viviane (Vivi)
- Paloma Bernardi como Luiza
- Milhem Cortaz como Treinador Dedé Pederneiras
- Jackson Antunes como José Aldo da Silva Oliveira (Seu Zé)
- Cláudia Ohana como Rocilene da Silva Oliveira[4]
- Rômulo Neto como Fernandinho
- José Trassi como Guimba
- Robson Nunes como Marquinhos
- Paulo Zulu como Mestre Marcinho
- Rafinha Bastos como Marcos Loro
- Felipe Titto como Tony Mendigo
- Thaila Ayala como Laura
- Aldo Bueno como Sabará
- Francisco Gaspar como Ceará
- Georgina Castro como Josilene Oliveira
- Marjorie Gerardi como Rosilene Oliveira
- Jonathan Haagensen como Adolfo (Traficante)
- Jonathan Azevedo como Ernesto (Traficante)
- Jefferson Brasil como Lucas (Traficante)
- Dirlei Broenstrup como Ele mesmo
- Mark Hominick como Ele mesmo
- Bruce Buffer como Ele mesmo
- Robert Abu como Mike Brown

## Produção

### Desenvolvimento e pré-produção
Depois de ver o trailer de 2 Coelhos em seu apartamento no Alto de Pinheiros, em São Paulo, Sandi Adamiu, diretor de expansão e acionista da Paris Filmes ligou para Afonso Poyart revelando seu interesse em desenvolver um projeto envolvendo MMA. Poyart comprou a ideia e disse que viu na história do campeão do UFC, José Aldo todos os elementos necessários: vida difícil, força de vontade, luta por um sonho, superação. “E tem um lance com o pai, que é uma história marcante. É um herói, mas tem uma faceta de vilão ao mesmo tempo, é ambíguo”, conta o diretor que juntamente com Paris Filmes, foi à busca de comprar os direitos autorais.
Em junho de 2011, o diretor e roteirista Afonso Poyart em uma entrevista ao Esporte UOL reiterou que sua produtora Black Maria estava na pré-produção de um filme baseado na trajetória de José Aldo. E que o longa-metragem estaria em estágio de finalização de roteiro. A trama seria centrada na história do lutador, "um cara que começou lá embaixo, passou por necessidades e comoveu o mundo", disse Poyart. Afonso Poyart ainda estava envolvido em trabalhos relacionados a divulgação de 2 Coelhos, assim gerando um retardo no andamento da produção da cinebiografia, cujo título provisório na época era "Vale Tudo - Uma História de Luta".
O desenvolvimento do longa-metragem chegou a ficar sem muitos avanços, com um período ausente de Poyart devido compromissos assumidos com no cinema de Hollywood, em um drama intitulado Solace estrelado por Anthony Hopkins. Depois de um período em recesso, especulou-se que a produção iria reiniciar no fim de 2012 sob comando agora de Daniel Filho, e Poyart ficando apenas como produtor executivo. No fim, Poyart mesmo com compromissos em Solance, retornou como diretor à produção da obra biográfica. Mais tarde, Marcelo Rubens Paiva foi contratado para fazer um tratamento final no roteiro,  assim como os roteiristas Marcelo Aleixo Machado e Daniel Maciel, que também participaram da elaboração do roteiro.

### Escolha de elenco
Para o papel principal houve várias cotações vinculadas na mídia. Em primeira instância, foi levada em consideração a contração de Jonathan Haagensen para o papel de José Aldo. "Estou treinando boxe e Jiu-Jitsu, então estou bem animado", comentou Haagensen sobre a possibilidade da atuação numa entrevista, em época de pré-produção do filme. Pouco tempo depois, entrou em cogitação o nome de Malvino Salvador, que tempo depois, se tornou o principal cotado para o filme. Chegando, até mesmo, a assinar contrato e participar de sessões de treinos com o próprio José Aldo, em uma academia na  Zona Sul do Rio de Janeiro.
Mais Forte que o Mundo sempre teve seu desenvolvimento de produção lento, dificultando a permanência dos atores até as filmagens. Tempos depois do anuncio de Malvino como o protagonista, muito se especulava sobre a incompatibilidade de agenda, considerando seu contrato com a Rede Globo e suas telenovelas em andamento. E somente em janeiro de 2015, foi quando veio a confirmação da desistência de Malvino, que no momento estava envolvido em projetos como a telenovela Amor à Vida e o filme Qualquer Gato Vira-Lata 2.

"Eu não tenho a obrigação de ser parecido porque é um filme baseado na história dele. Eu quero fazer um José Aldo do meu jeito. Quero que as pessoas o reconheçam  no telão, que vejam nos meus olhos a dor, a vontade e a determinação que ele teve para chegar onde chegou. 
— José Loreto falando sobre o filme.

Entretanto, poucas semanas depois, é anunciado a contração de José Loreto que estava em suas últimas cenas nas filmagens da telenovela Boogie Oogie na Rede Globo. "Hoje mais uma vida acaba. Pedro, de Boogie Oogie, tem suas últimas cenas. A construção, a vivência, os erros e acertos não param. Adeus, Pedro [...] Bem vindo José Aldo" escreveu Loreto em uma publicação no Instagram, onde mostrava seu novo visual para cinebiografia.
Em fevereiro de 2015, Cléo Pires foi confirmada para interpretar Vivi, namorada de Aldo na trama. E o ator Rômulo Arantes Neto confirmado em um papel ainda não revelado pelos produtores. Na época, os planos eram iniciar as filmagens em abril de 2015.

### Filmagens
Com um orçamento de produção estimado de 5 milhões de reais, sendo 1 milhão um investimento de incentivo da Ancine, as filmagens de Mais Forte que o Mundo começaram no final de maio de 2015. O centro poliesportivo do São José dos Campos, mais conhecido como Teatrão, foi uma das primeiras locações de filmagem. Um ringue foi montado no centro do ginásio do Teatrão para José Loreto interpretar os treinos de José Aldo. Além do ginásio, a fachada do hospital municipal São José dos Campos também foi um ponto de gravação. Na gravação, a fachada do hospital virou uma área do Aeroporto Internacional de Manaus.
Em julho de 2015, houve uma paralisação nas filmagens devido um machucado de José Loreto quando foi dar um salto mortal e acabou torcendo o tornozelo. Outras cenas foram gravadas também em São Paulo, São Bernardo do Campo, Santos e Rio de Janeiro. Em setembro de 2015, as últimas cenas foram rodadas em Las Vegas, nos Estados Unidos.

## Lançamento
Mais Forte que o Mundo esteve agendado para lançamento nos circuitos nacionais no dia 14 de janeiro de 2016 pelas distribuidoras Downtown e Paris Filmes. No entanto, os diretores das companhias de distribuição levaram em consideração um possível fracasso nas bilheterias devido o UFC 194, no qual José Aldo foi derrotado pelo lutador irlandês Conor McGregor. De acordo com o jornalista Flávio Ricco, do UOL, as distribuidoras pretendiam aproveitar a vitória do brasileiro para promover a cinebiografia. Assim, a estreia foi adiada por tempo indeterminado, sendo lançado finalmente em 16 de junho de 2016.

## Principais prêmios
| Ano  | Premiação                          | Categoria                    | Resultado |
| ---- | ---------------------------------- | ---------------------------- | --------- |
| 2017 | Grande Prêmio do Cinema Brasileiro | Direção                      | Indicado  |
| 2017 | Grande Prêmio do Cinema Brasileiro | Melhor Roteiro Original      | Indicado  |
| 2017 | Grande Prêmio do Cinema Brasileiro | Melhor Efeito Visual         | Indicado  |
| 2018 | Emmy Internacional                 | Melhor Telefilme/Mini series | Indicado  |